# Overton (Teksas)
Overton je grad u američkoj saveznoj državi Teksas. Prema popisu stanovništva iz 2010. u njemu je živjelo 2.554 stanovnika.